# Pierre Du Mage
Pierre Du Mage (o Dumage) /pjɛʁ dyˈmaʒ/ (Beauvais, 23 novembre 1674 – Laon, 2 ottobre 1751) è stato un compositore e organista francese.

## Biografia

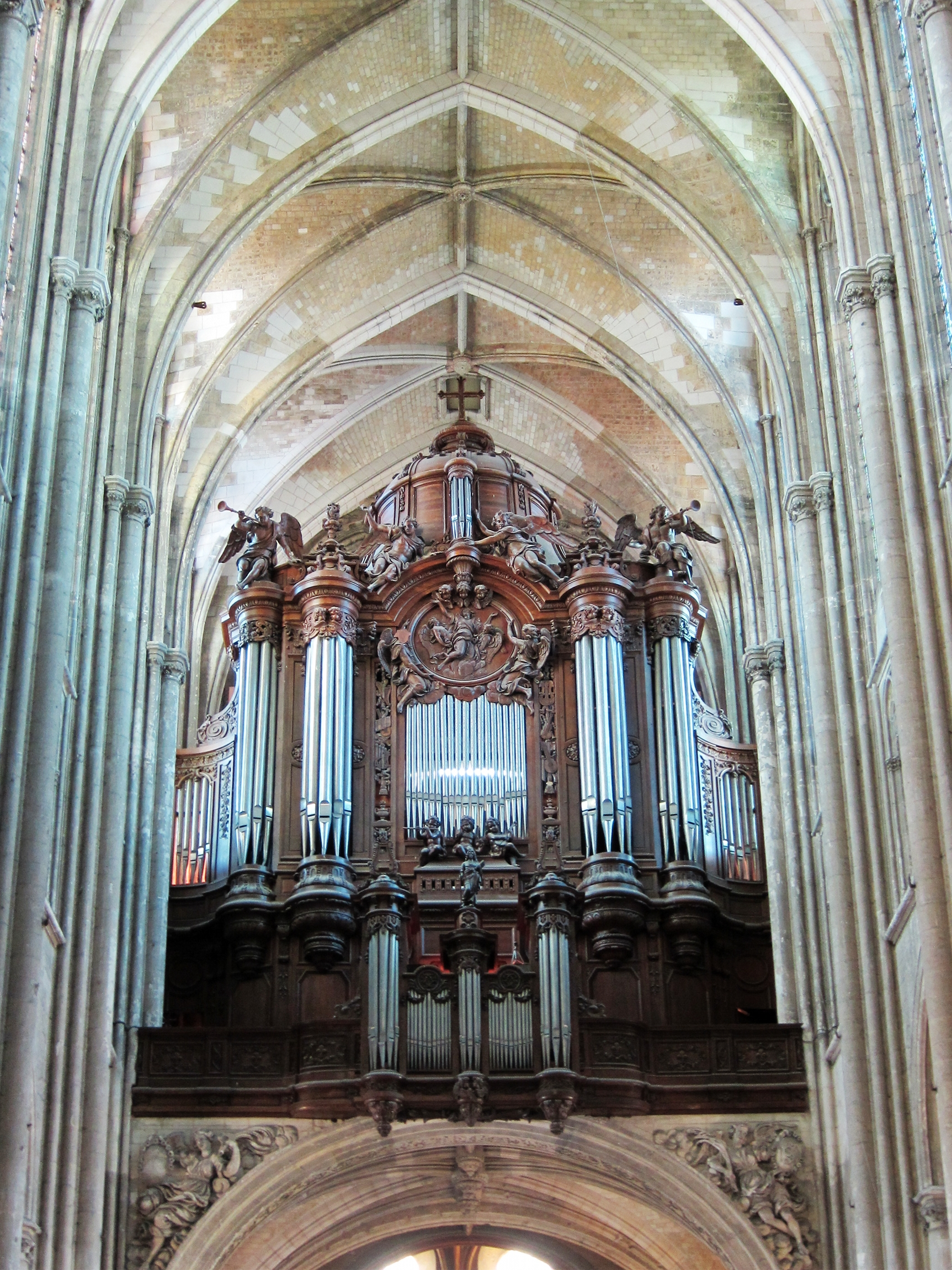
L'organo della basilica di San Quintino

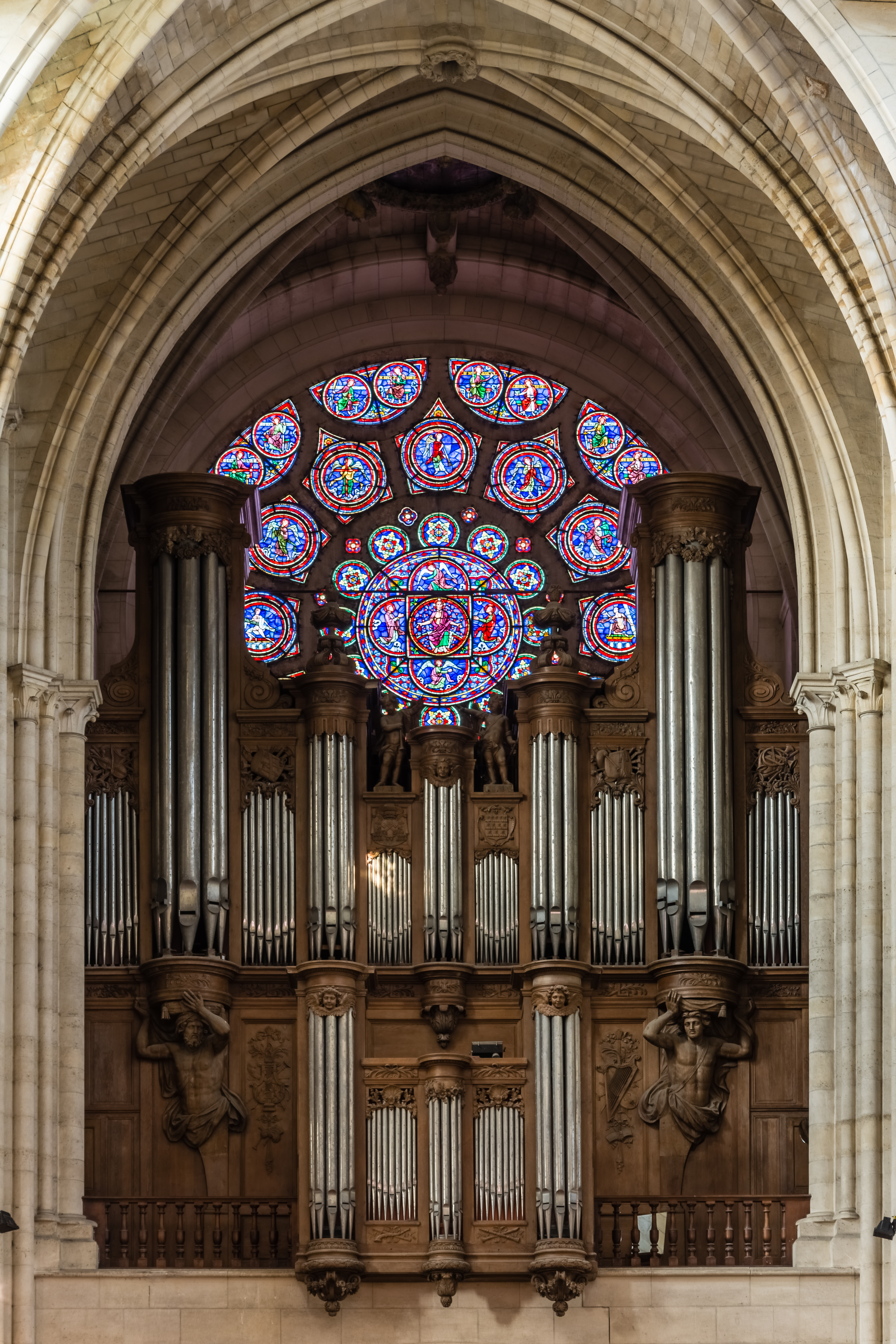
L'organo della cattedrale di Laon

Il padre, anche lui di nome Pierre, è organista della Cattedrale di Beauvais. Il 5 giugno 1674 sposa Marie Du Pré, con la quale ha cinque figli (tre maschi e due femmine), dei quali Pierre è il più vecchio. Suo padre è senz'altro stato anche il suo primo maestro.
A vent'anni Du Mage si reca a Parigi per studiare con Louis Marchand, organista della cappella reale. In questa occasione conosce Nicolas Lebègue, anch'egli organista della cappella reale. Nel 1703, probabilmente grazie alla raccomandazione di Lebègue, originario di Laon, è nominato titolare del nuovo organo della Basilica di San Quintino, appena terminato da Robert Cliquot, e nel 1708 dedica il suo primo Livre d'orgue al capitolo della chiesa. Nel 1710, dopo quasi otto anni di servizio a san Quintino, vince il concorso per il posto di organista titolare alla Cattedrale di Laon.
Nel 1711, a 38 anni, sposa Benoîte Carpeau, figlia del cancelliere di Laon orfana di padre e di madre. Avranno una sola figlia. Nel contratto di matrimonio è qualificato come "conseiller du roi". Il 27 aprile 1712 il capitolo della cattedrale lo autorizza a pubblicare il secondo Livre d'orgue, mai però ritrovato. Dal 1714 al 1716 dirige la grande revisione del suo organo condotta dagli organari reali Robert e Alexandre Cliquot. Nonostante avesse anche l'incarico di insegnante di musica dei ragazzi del coro e di insegnare l'organo a due di essi, trascura questi compiti, provocando un graduale logoramento dei rapporti con i suoi superiori nel capitolo. Dopo varie ammonizioni, il capitolo gli trattiene parte dello stipendio; il 30 marzo 1719 dà le dimissioni e sembra abbandonare definitivamente la carriera musicale per occupare il posto di sovrintendente dei depositi reali di sale della città di Laon.
Rimasto vedovo nel 1732, sposa in seconde nozze Marie Magdeleine Dagneau, con la quale avrà cinque figli.
Nel 1733 prende parte, insieme a Louis-Nicolas Clérambault, Louis-Claude Daquin e Antoine Calvière, alla valutazione del nuovo organo monumentale della Cattedrale di Notre-Dame di Parigi costruito da François Thierry. Ciò lascerebbe pensare che non abbia abbandonato del tutto l'attività di organista se non professionalmente o almeno volontariamente, e che la sua reputazione si sia mantenuta un certo tempo.
Muore a Laon il 2 ottobre 1751.

## Opere
Il primo Livre d'orgue dedicato ai "venerabili signori decano, canonici, capitolo della chiesa reale di San Quintino" costituisce tutta la sua opera, che è dunque molto ridotta ma di grande qualità (una suite di otto pezzi del primo tono: Plein Jeu, Fugue, Trio, Tierce en Taille, Basse de Trompette, Récit, Duo, Grand Jeu) e si situa all'apogeo della scuola organistica francese barocca con quelle di François Couperin, di Nicolas de Grigny, di Louis Marchand o di Louis-Nicolas Clérambault. Nella breve prefazione, Du Mage spiega che queste sono le sue prime composizioni e che sono modellate su quelle del suo maestro Marchand. I musicologi Félix Raugel e Willi Apel si sono entrambi soffermati sul Récit per il suo "delicato e dolce lirismo"; Apel ha inoltre lodato la Tierce en taille e il Grand jeu definendoli notevoli.

## Discografia
- Suite du Premier ton pour orgue (plein jeu, fugue, trio, tierce en taille, basse de trompette, récit, duo, grand jeu); in De Lalande : Grands motets di Martin Gester (OPUS111/Naïve : OP30217, 2001)